# Svojšice (okres Kolín)
Svojšice je obec ležící v okrese Kolín asi 13 km západně od Kolína. Má 509 obyvatel a její katastrální území má rozlohu 983 ha. V roce 2011 zde bylo evidováno 283 adres. Součástí obce jsou i vesnice Bošice a Nová Ves III. Protéká tudy říčka Bečvárka, která je pravostranným přítokem řeky Výrovky.

Svojšice leží v katastrálním území Svojšice u Kouřimi o rozloze 5 km².

## Historie
První písemná zmínka o obci pochází z roku 1241. Od roku 1738 byli zdejšími pány Althannové, kteří přestavěli zámek podle plánů Ignáce Jana Nepomuka Palliardiho. Za hraběte Michaela Josefa (1798–1861) byly Svojšice oblíbenou althannskou rezidencí.

## Obecní správa

### Územněsprávní začlenění
Dějiny územněsprávního začleňování zahrnují období od roku 1850 do současnosti. V chronologickém přehledu je uvedena územně administrativní příslušnost obce v roce, kdy ke změně došlo:
- 1850 země česká, kraj Pardubice, politický okres Kolín, soudní okres Kouřim[6]
- 1855 země česká, kraj Čáslav, soudní okres Kouřim
- 1868 země česká, politický okres Kolín, soudní okres Kouřim
- 1939 země česká, Oberlandrat Kolín, politický okres Kolín, soudní okres Kouřim[7]
- 1942 země česká, Oberlandrat Praha, politický okres Kolín, soudní okres Kouřim[8]
- 1945 země česká, správní okres Kolín, soudní okres Kouřim[9]
- 1949 Pražský kraj, okres Kolín[10]
- 1960 Středočeský kraj, okres Kolín
- 2003 Středočeský kraj, obec s rozšířenou působností Kolín

## Fotografie

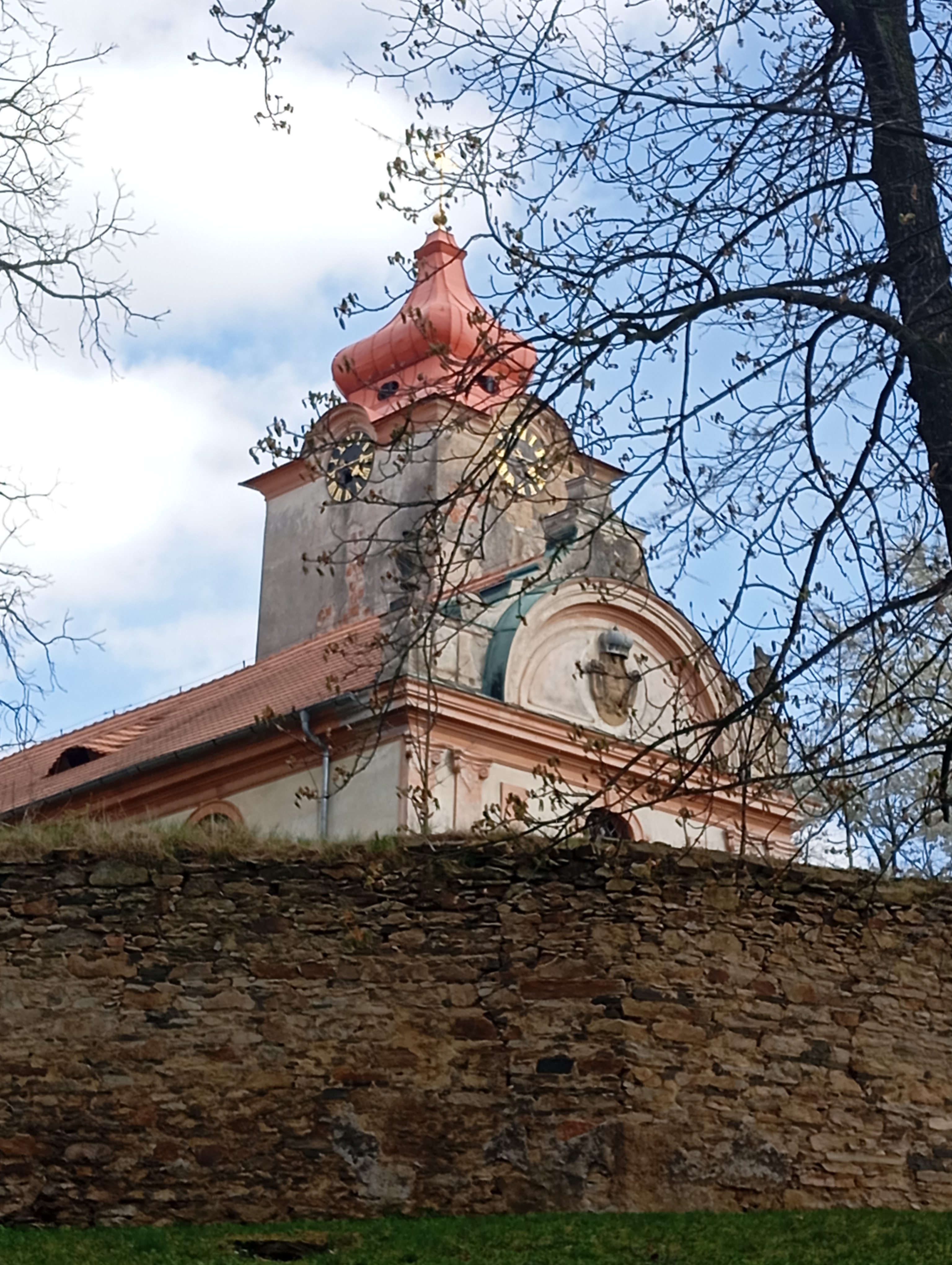
Kostel svatého Václava

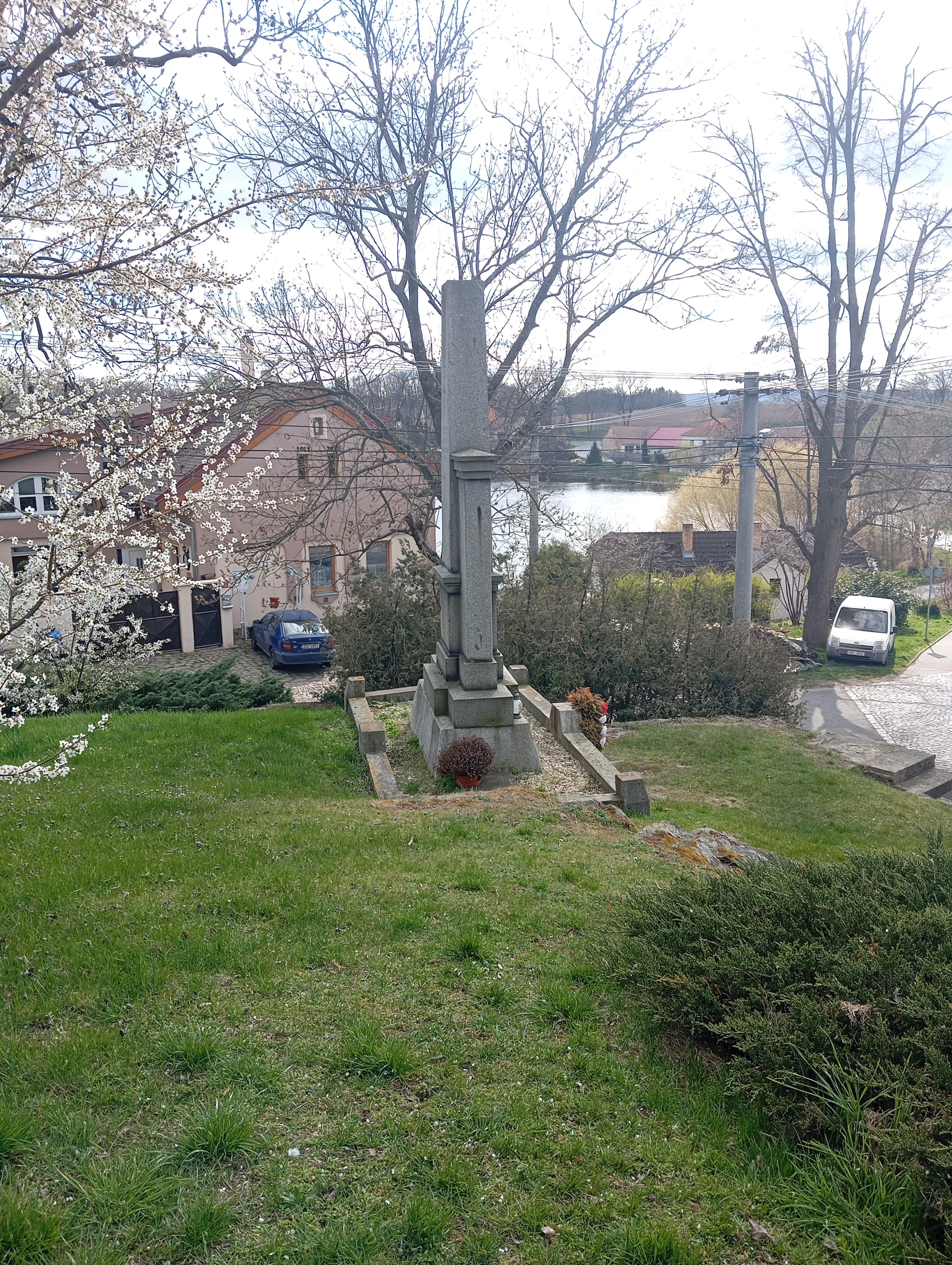
Pomník První Světová Válka

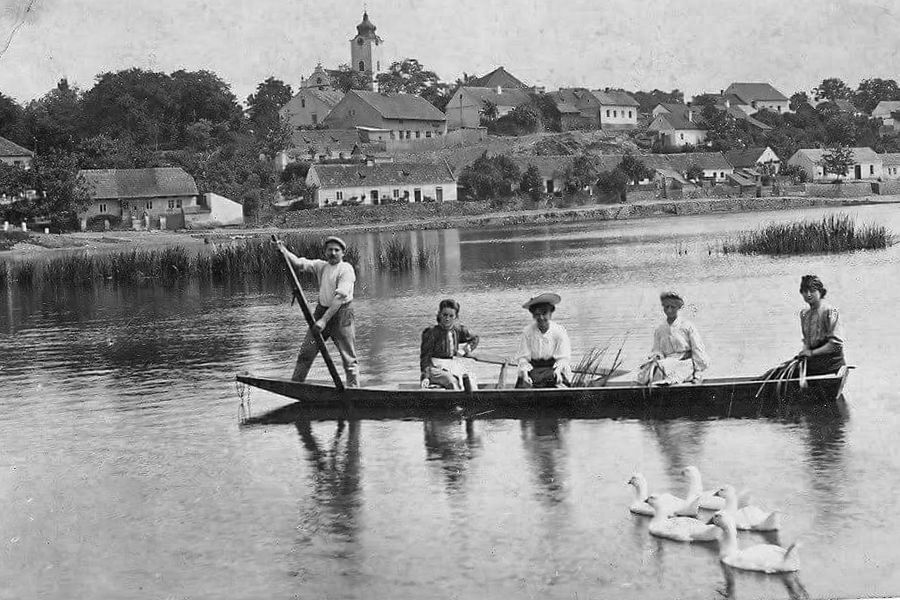
Svojšice v Roce 1913

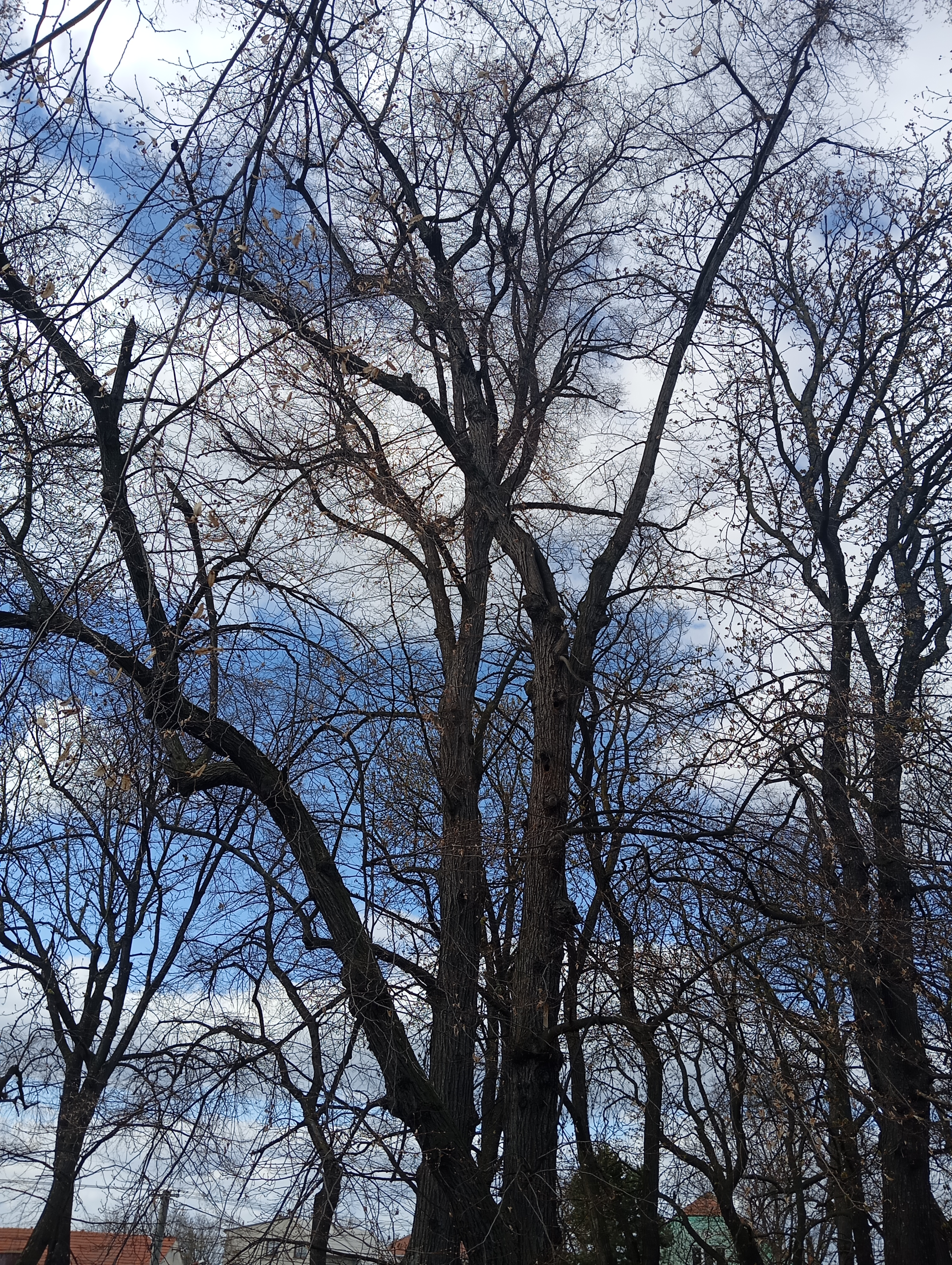
Svojšice Stromy

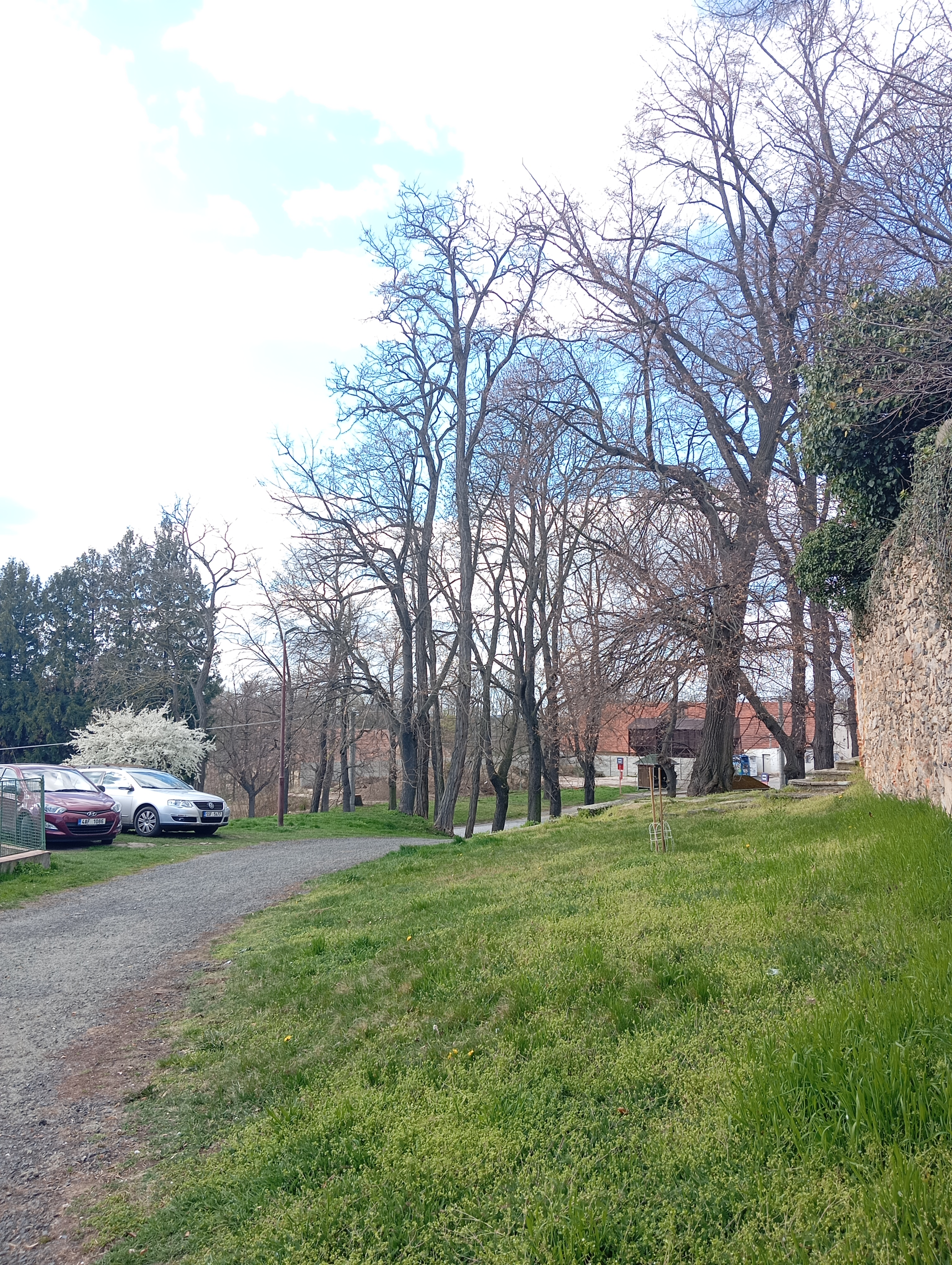
Svojšice u Kostela Svatého Václava

### Starostové a předsedové
- Jan Hotovec (1919–1931)
- Ferdinand Činovec (1931–1953)
- Karel Šultys (1935–1939)
- Josef Koželuh (duben 1939–květen 1939)
- Karel Šultys (květen 1939–1945)
- Josef Hykman st. (1945–1946)
- Josef Dědek (1946–1948)
- Antonín Borecký (1948–1951)
- Josef Koudela (1951–1954)
- Jaroslav Vrkota (1954–1964)
- Josef Vyhnánek (1964–1981)
- František Hanuš (1981–1986)
- Karel Keltner (1986–1990)
- Martin Franc (1990–1997)
- Josef Hykman (1997–2002)
- Josef Lanc (2002–2010)
- Lubomír Šmejkal (2010–2018)
- Josef Polesný (2018–současnost)

## Demografie

### Obyvatelstvo
V obci Svojšice (přísl. Karlov, Nová Ves, 779 obyvatel, poštovní úřad, telegrafní úřad, četnická stanice, katol. kostel, českosl. kostel, klášter Anglických panen, živnostenské společenstvo, sbor dobrovolných hasičů) byly v roce 1932 evidovány tyto živnosti a obchody: lékař, biograf Sokol, dřevozpracovatel, holič, 3 hostince, kolář, kovář, krejčí, 2 mlýny, továrna na nábytek Lukavský, obuvník, obchod s ovocem a zeleninou, 3 pekaři, pensionát Klášter Anglických panen, pivovar, pohřební ústav, 3 pokrývači, řezník, sedlář, sklenář, sladovna, 9 obchodů se smíšeným zbožím, spořitelní a záložní spolek pro Svojšice, obchod se střižním zbožím, 3 švadleny, 2 trafiky, velkostatek.
V obci Bošice (přísl. Votelež, 333 obyvatel, samostatná obec se později stala součástí Svojšic) byly v roce 1932 evidovány tyto živnosti a obchody: 2 hostince, kovář, krejčí, mlýn, pekař, 2 obchody se smíšeným zbožím, trafika, 3 velkostatky.

## Pamětihodnosti
- Barokní zámek, dříve poskytovatel sociálních služeb
- Kostel svatého Václava
- Socha svatého Václava (před kostelem)
- Socha svatého Jana Nepomuckého (u zámecké brány)
- Památný strom Dub letní (ve Svojšické bažantnici)

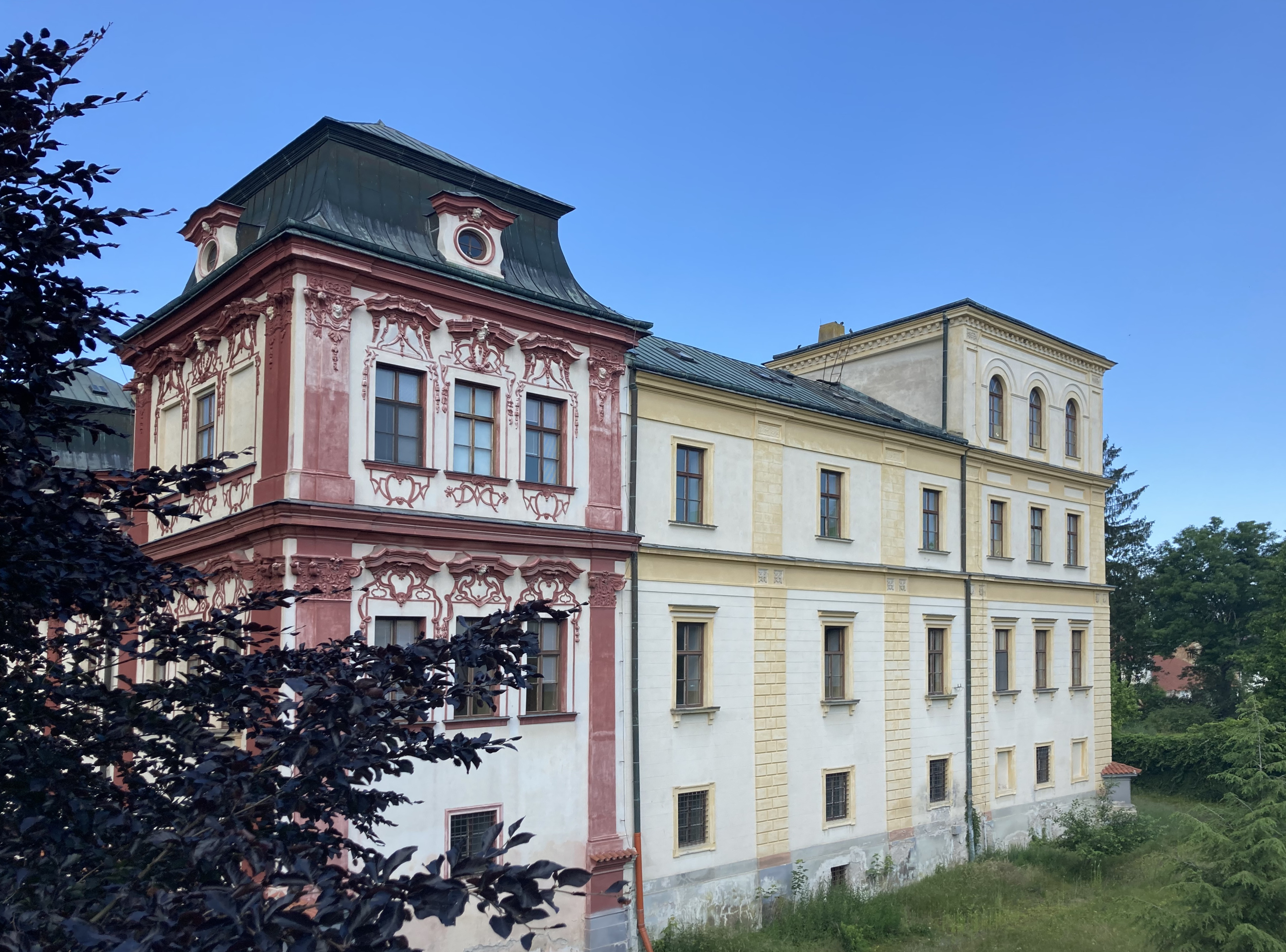
Svojšický barokní zámek
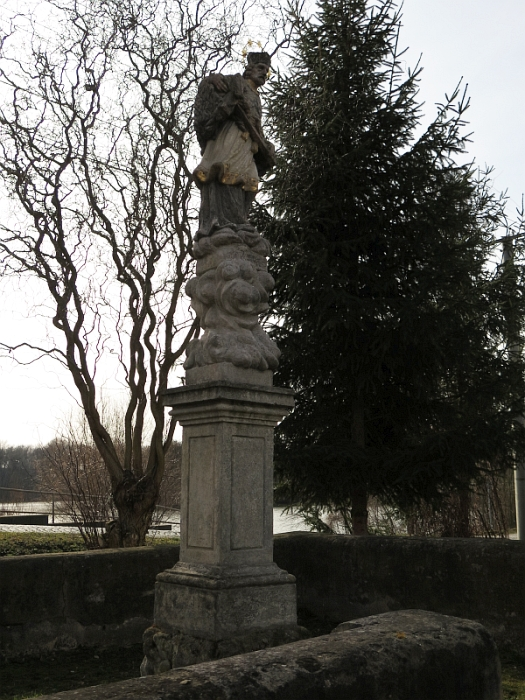
Socha svatého Jana Nepomuckého
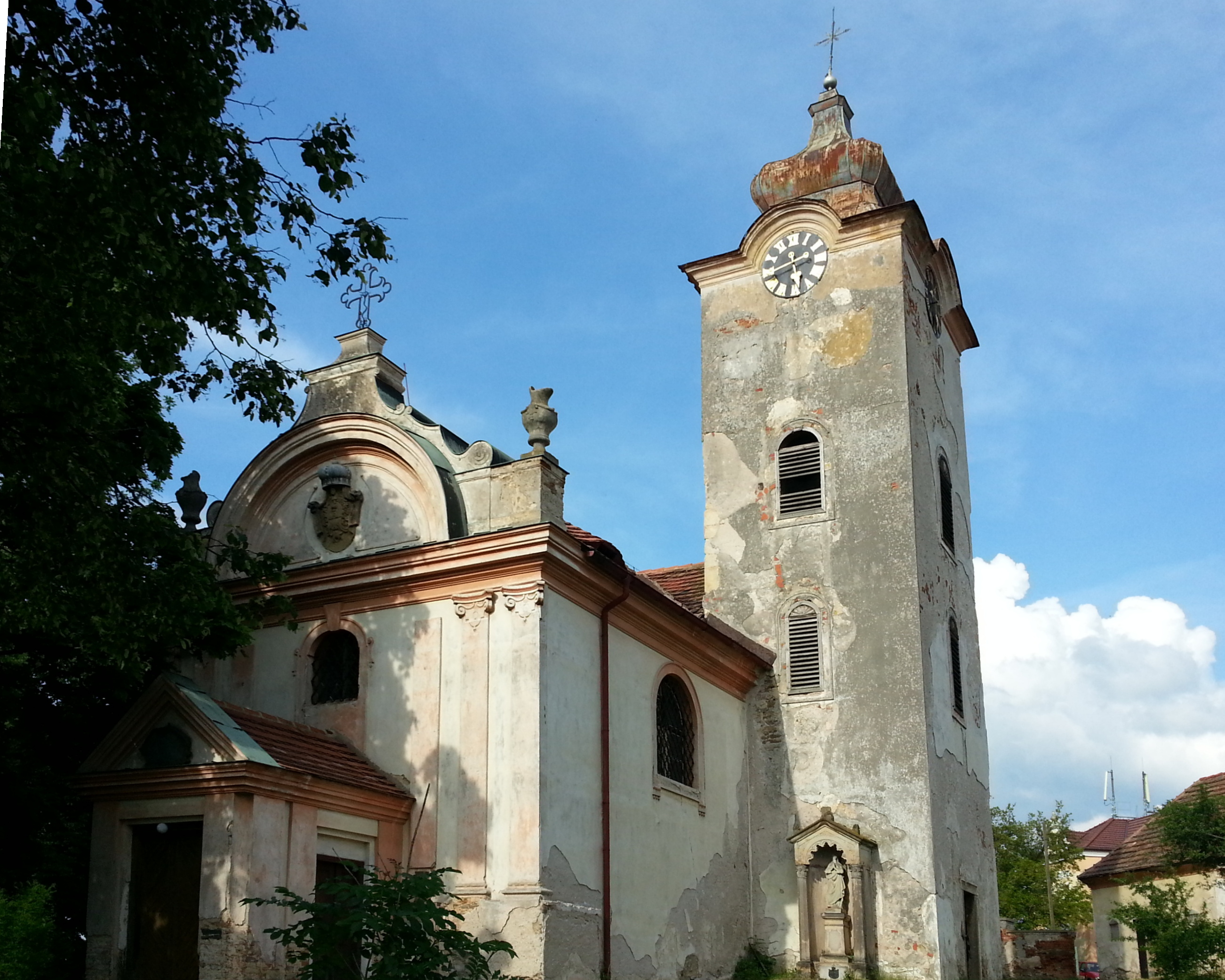
Kostel svatého Václava
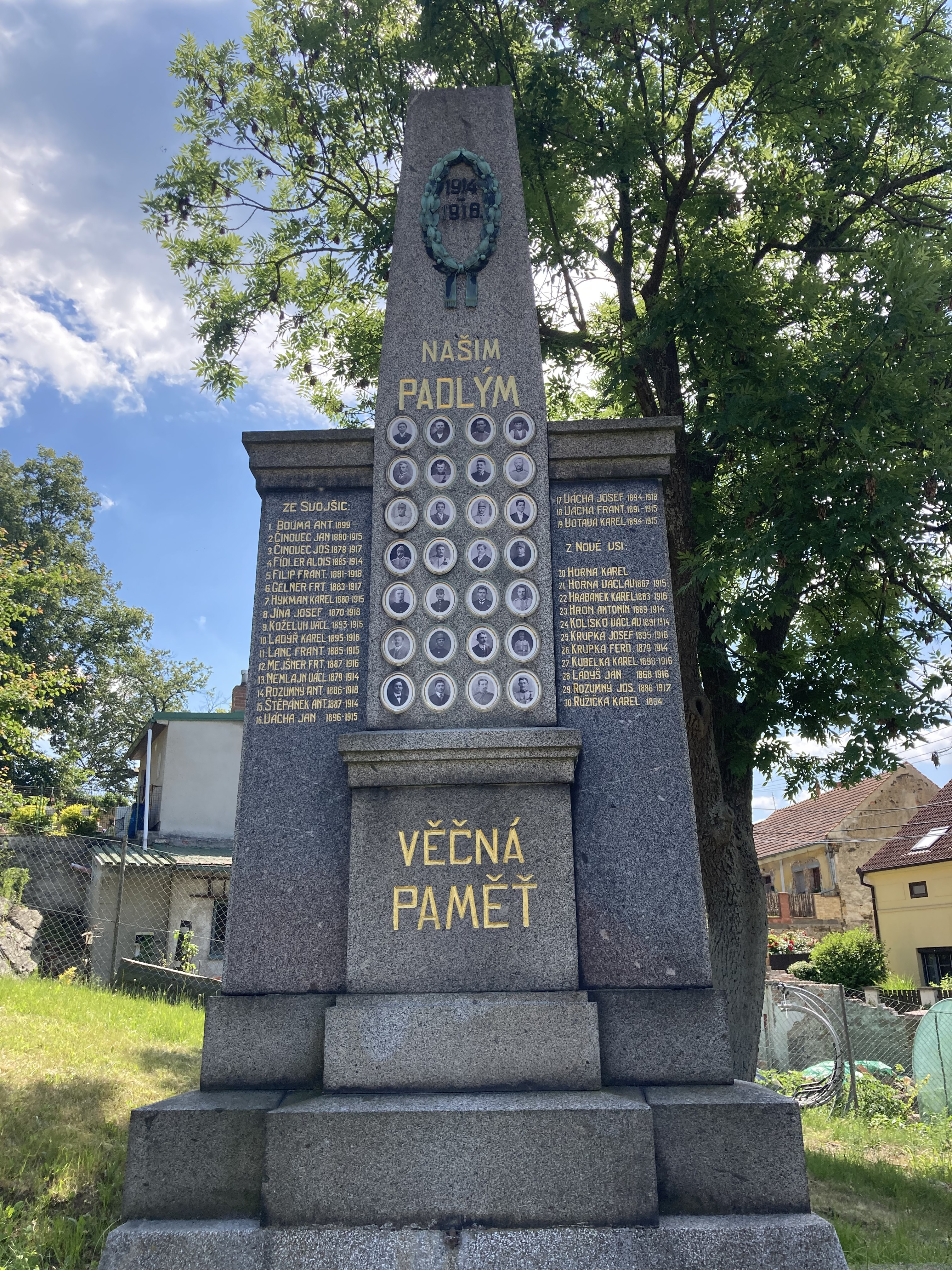
Pomník padlým před kostelem
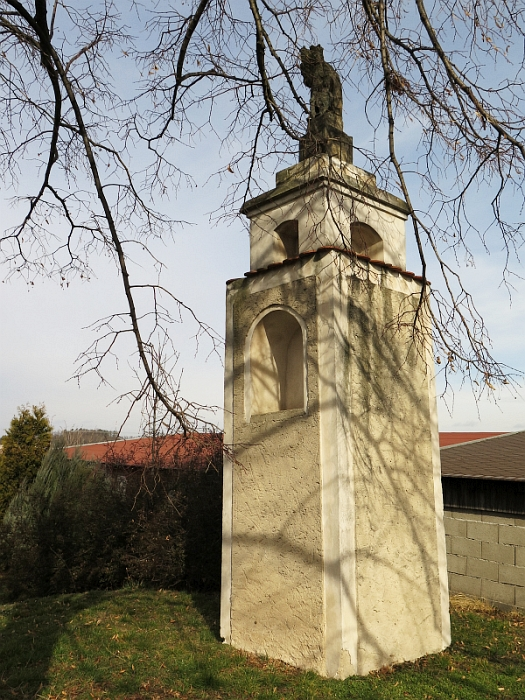
Socha svatého Václava
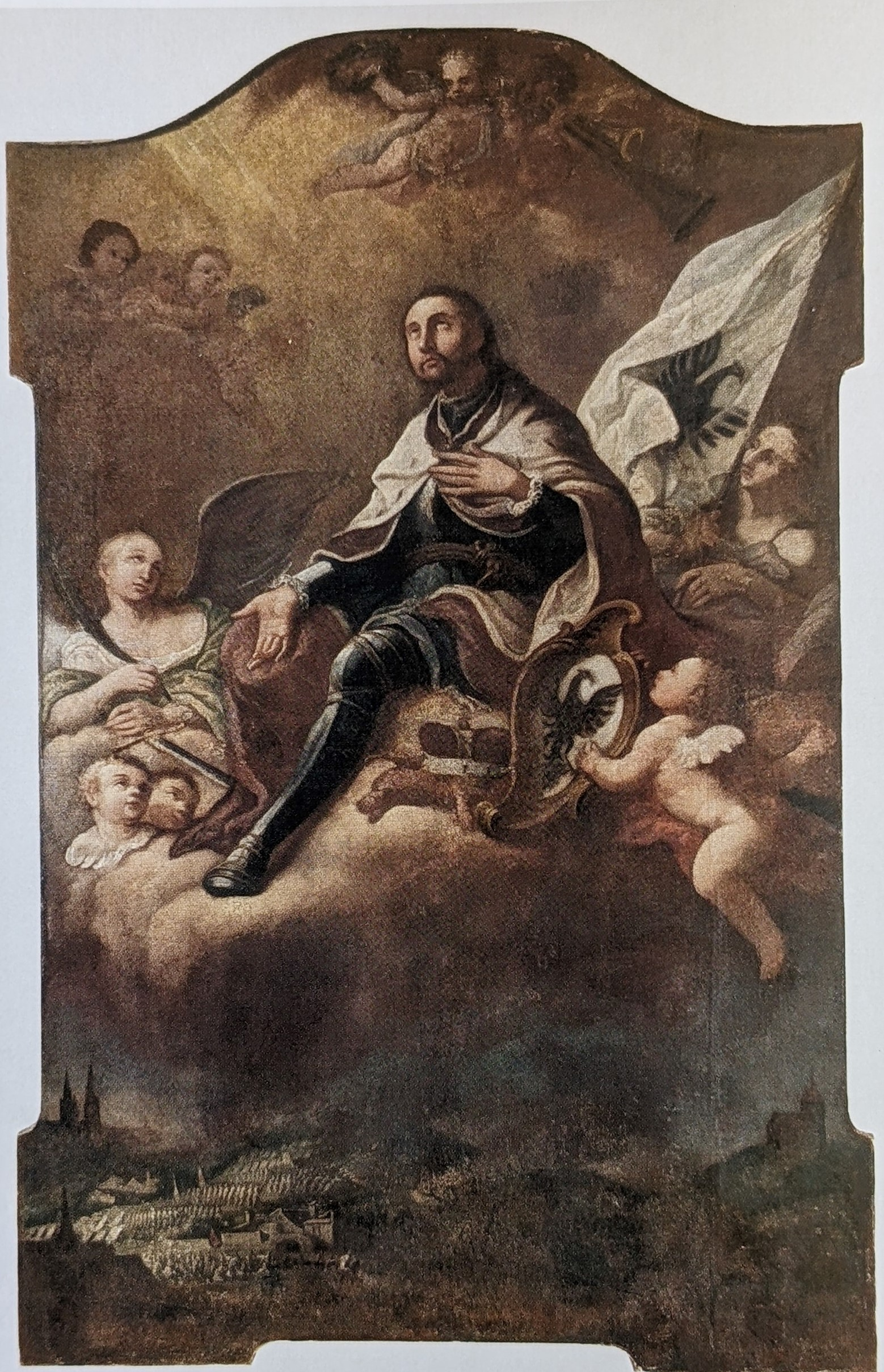
Václav Prokop Kramolín oltář sv. Václava ze Svojšic s bitvou u Kolína 1757
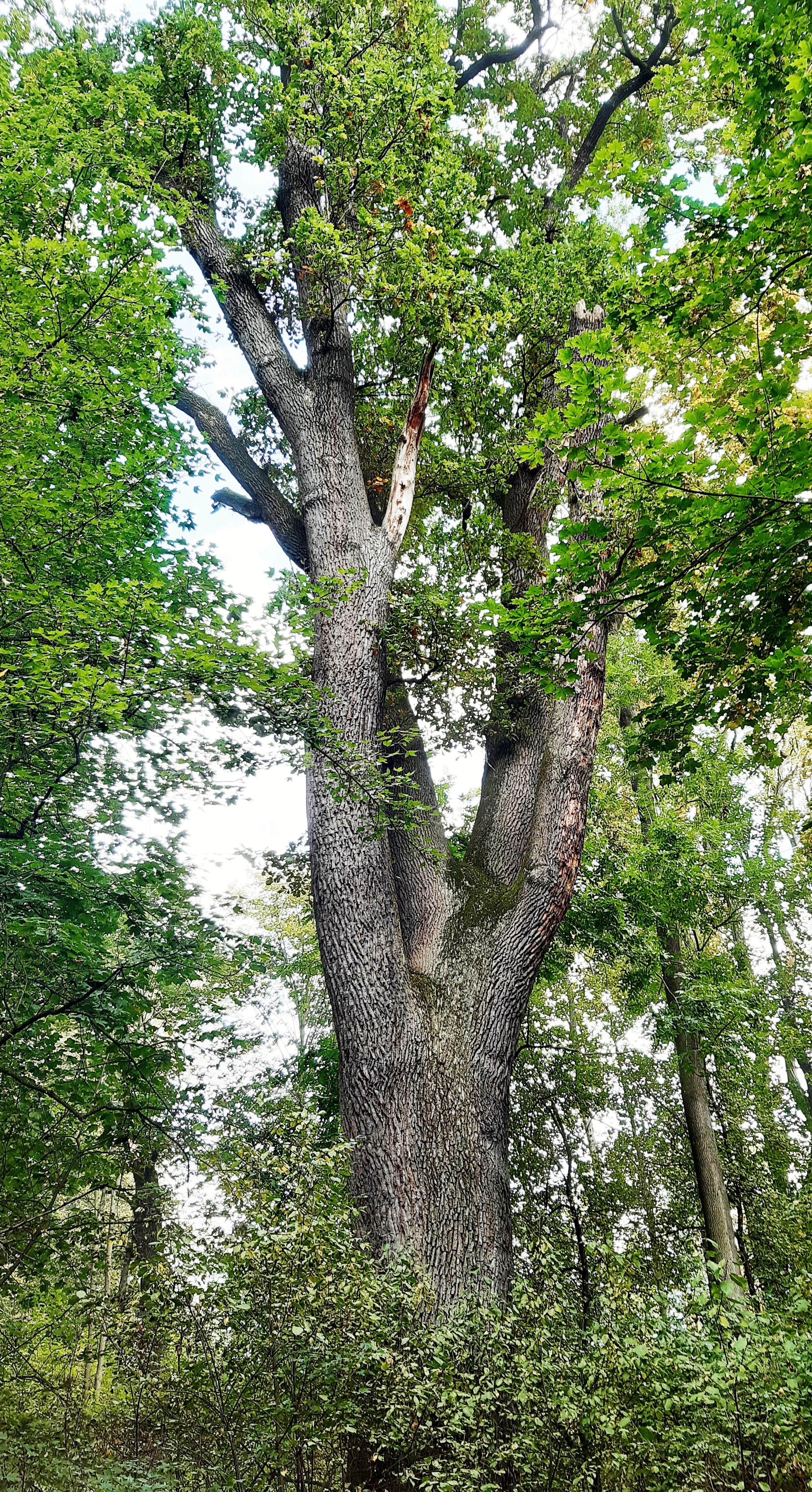
Dub letní ve Svojšické bažantnici

## Rodáci
- Václav Voskovec (1864–1945), český vojenský kapelník, legionář

## Doprava
Dopravní síť
- Pozemní komunikace – Do obce vede silnice III. třídy.

- Železnice – Obec Svojšice (místní část Bošice) leží na železniční trati 012 Pečky – Kouřim. Je to jednokolejná regionální trať, zahájení dopravy bylo roku 1882. Na území obce leží odbočná železniční stanice Bošice. V Bošicích odbočuje železniční Trať 013 Bošice – Bečváry. Je to jednokolejná regionální trať, zahájení dopravy bylo roku 1882. Od roku 2006 je trať bez pravidelné osobní dopravy, od roku 2010 opuštěná bez jakékoliv dopravy. V Bošicích odbočovala trať Bošice – Svojšice. Nákladní doprava byla provozována od roku 1882, roku 1926 byla trať zrušena.

Veřejná doprava 2011
- Autobusová doprava – V obci měly zastávky autobusové linky Kolín-Svojšice-Kouřim (v pracovních dnech 10 spojů, o víkendech 3 spoje) a Kolín-Polní Voděrady-Plaňany-Radim (v pracovních dnech 1 spoj) (dopravce Okresní autobusová doprava Kolín, s. r. o.).

- Železniční doprava – Po trati 012 jezdilo v pracovní dny 12 párů osobních vlaků, o víkendech 8 párů osobních vlaků.